# Ceruleumblauw

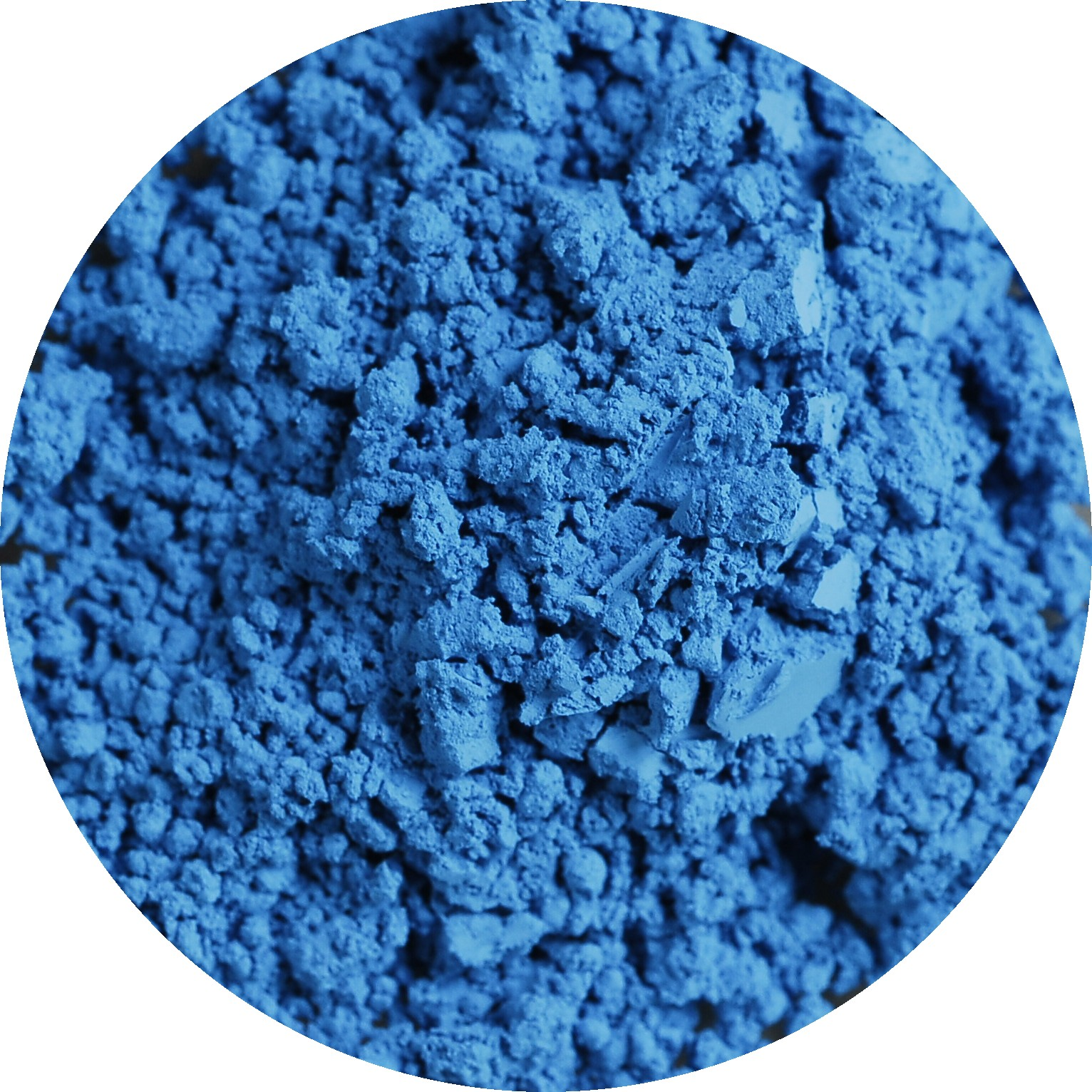
Ceruleumblauw

Ceruleumblauw is een anorganisch hemelsblauw pigment, een kobalt(II)stannaat met de formule {\displaystyle {\ce {CoO . n SnO2}}}, al wordt ook de formule {\displaystyle {\ce {Co2SnO4}}} genoemd.

## Geschiedenis
De oorsprong van ceruleumblauw is onzeker. Het traditionele verhaal wil dat de Zwitser Albrecht Höpfner, apotheker te Biel/Bienne, de stof in 1805 (of zelfs pas in 1821) ontdekt zou hebben en dat het na een herontdekking door de pigmentenhandelaar George Rowney in 1850 in Engeland op de markt gebracht werd. Later onderzoek toonde echter aan dat Höpfner zelf al in 1789 een fabricagemethode voor eine angenehme blaue Farbe publiceerde in een artikeltje Vorschlag einer Bereitung zu einer beständigen blauen Farbe für den Mahlerern. Höpfner stelde daarin dat hij de methode ook geheim had kunnen houden om er zelf aan te verdienen maar dat hij voldoende beloond werd als de kennis tot algemeen nut mocht strekken. De traditionele datum van 1805 is die van een vermelding van het pigment door de chemicus Christian Heinrich Theodor Schreger. Het blauw schijnt al van de late achttiende eeuw af als Hoepfnersblau in Duitsland verkocht te zijn, wat verklaart waarom incidenteel kobaltstannaat in schilderijen van die periode aangetroffen is. In zijn methode werd één deel kobalt met twee delen tin opgelost in koningswater. Daarna werd het mengsel gefilterd en geprecipiteerd met potas, gewassen, gedroogd en gecalcineerd in een smeltkroes.

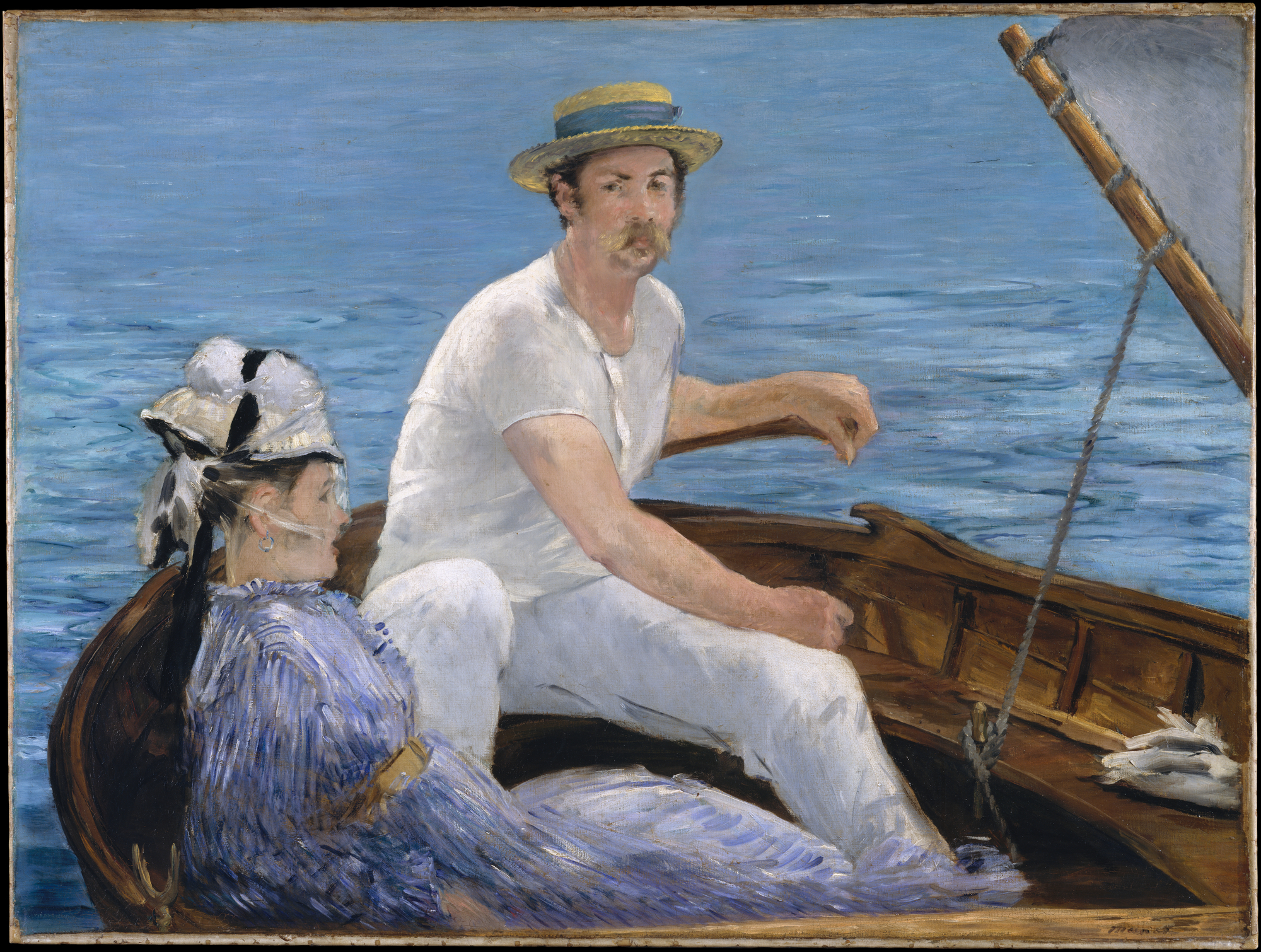
De waterpartij in Édouard Manets En bateau is opgezet in ceruleumblauw

Het kan zijn dat de bereidingsmethode in de loop van de negentiende eeuw verloren ging. Rowney bood het product echter pas in 1862 te koop aan. Al voor die tijd werd het naar Engeland geëxporteerd door de Duitse firma Frauenknecht & Stotz onder de naam Cölinblau. Wellicht dat die inderdaad rond 1850 de bereiding opnieuw ontdekt hebben. In Engeland werd de naam vertaald met caeruleum blue, een veel langer bestaande aanduiding voor hemelsblauwe tinten, afgeleid van het Latijn caeruleus. Caeruleum blue werd later ceruleum blue en uiteindelijk cerulean blue. Ook de vormen cerulium en coeruleum kwamen voor. Het pigment werd op het eind van de negentiende eeuw geproduceerd door het sterk verhitten van kobaltsulfaat samen met tindioxide en kiezelzuur. Hierdoor vormen zich ook donkerblauwe kobaltsilicaten. Afhankelijk van de verhouding met het eigenlijke kobaltstannaat valt de tint zo meer naar het blauwviolet of het turkoois uit.

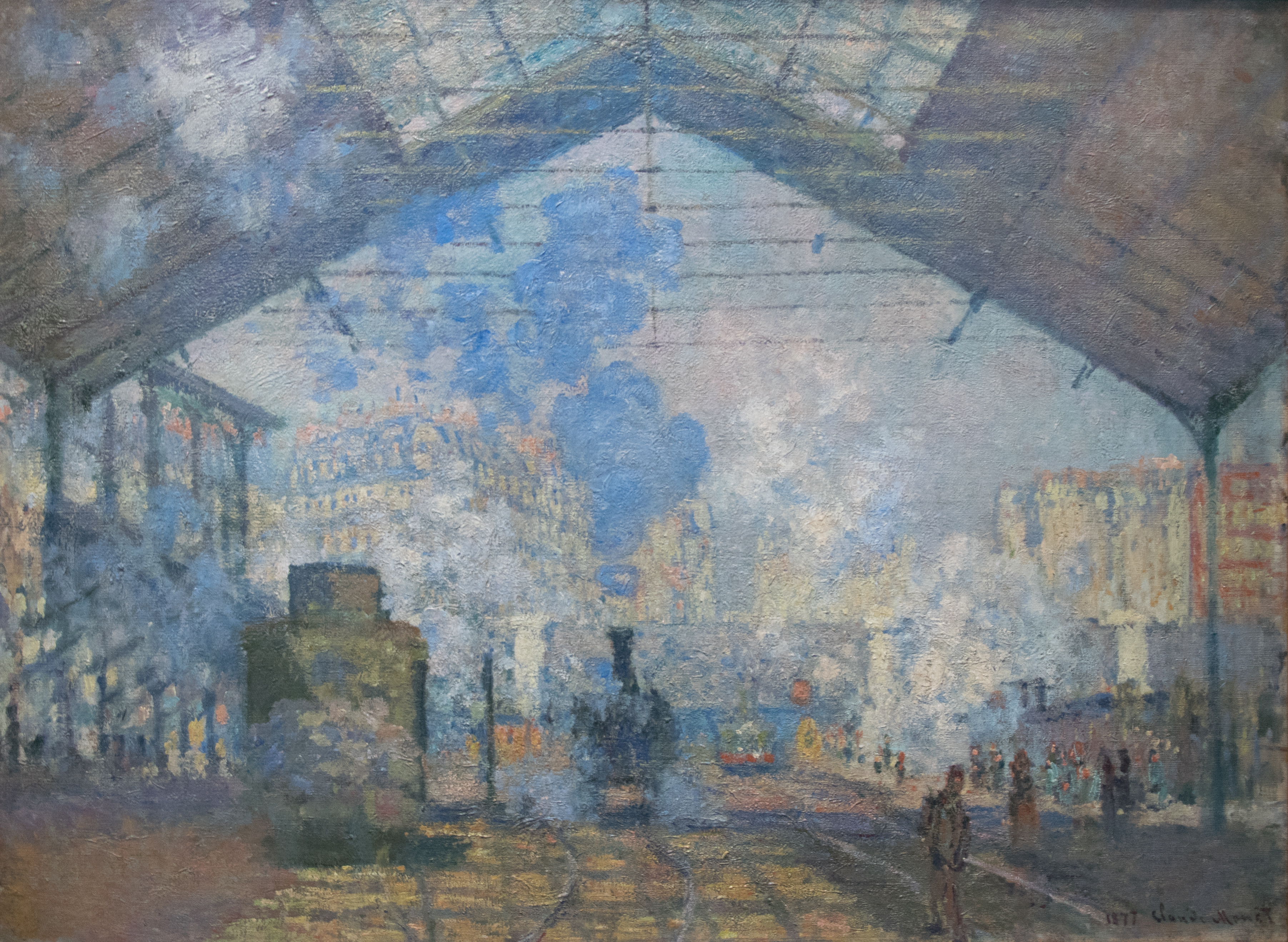
De rook in deze versie van Monets La Gare Saint-Lazare bestaat uit kobaltblauwe accenten op een onderschildering van ceruleumblauw

Het pigment werd al snel populair. Het werd, net als kobaltblauw waarmee het vaak verward werd, gezien als een nuttige aanvulling op ultramarijn, een veel meer dan kobaltblauw naar het cyaan zwemende tint die stabieler was dan Pruisisch blauw. Door de Impressionisten werden met het pigment, in combinatie met kobaltblauw, vaak luchtpartijen en waterpartijen opgezet. Omdat ceruleumblauw iets doffer is dan kobaltblauw, konden de blauwe tinten ermee "gebroken" worden, een functie waarvoor de Impressionisten geen zwart of aardpigmenten wilden inzetten die ze als "onzuivere" kleuren beschouwden. Ook was het voor de Impressionisten, die vaak en plein air schilderden, handig dat de verf door de inwerking van het kobalt sneller droogde; Pruisisch blauw droogde juist heel langzaam door het hoge oliegehalte. Het werk van Claude Monet heeft vaak groenblauwe partijen. Uit onderzoek bleek dat die niet simpelweg uit ceruleumblauw bestonden maar opgebouwd werden door complexe combinaties met kobaltblauw, Pruisisch blauw en ultramarijn.
Al in 1887 werd gewaarschuwd voor vervalsingen van het dure ceruleumblauw, waarin de tint geïmiteerd werd door een mengsel van synthetisch ultramarijn, Napelsgeel en loodwit. Dat leverde een groenblauwe kleur op van weinig verzadiging. Moderne imitaties, op de tube aangegeven met "imit." of hue, bestaan uit een mengsel van ftaloblauw en zinkwit of titaanwit; omdat ftaloblauw sterk glacerend is, neemt door de menging de verzadiging toe in plaats van af; in aquarel is een helder hemelsblauwe tint, wil men niet het authentieke ceruleumblauw gebruiken, alleen zo te bereiken.

## Eigenschappen

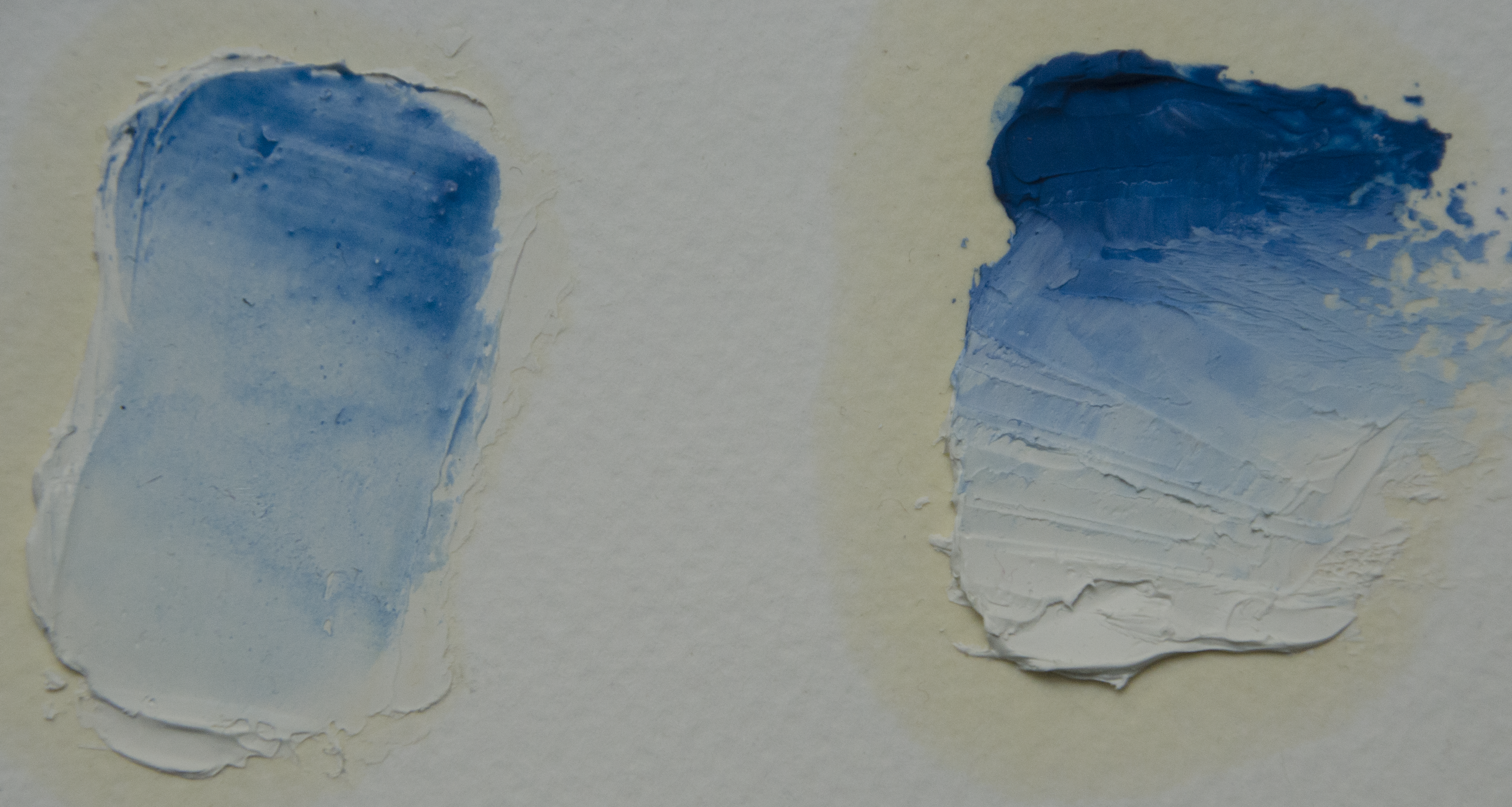
Ceruleumblauw: een standolieglacis op zinkwit links en de massatint rechts

Ceruleumblauw is zeer lichtecht. Het verkleurt niet bij menging met andere pigmenten. De prijs is hoog. In de Colour Index is het het PB 35. Net als kobaltblauw versnelt het de droging van lijnolie zodat het in olieverf als een siccatief werkt. Het is kalkbestendig en geschikt voor fresco. Het is veel dekkender dan kobaltblauw vanwege de zeer kleine en afgeronde pigmentkorrels. Door dat "kalkachtige" karakter werd soms het gebruik in aquarel ontraden; voor het matte gouache was het dan juist weer nuttig. Als er een silicaatcomponent aanwezig is, bestaat bij het in water oplossen van aquarelverf een kans op uitvlokken. Door de kleine korrels vergt het pigment in olieverf veel lijnolie; dit werkt het drogende karakter weer wat tegen. Het kleurend vermogen is matig en uitgesproken gering als veel silicaten aanwezig zijn. Het is licht giftig. Huidirritaties en andere allergische reacties kunnen optreden, vooral bij contact met, of inademen van, het pigment in poedervorm. Bij inslikken treedt een sterk kokhalzen op.
Ceruleumblauw wordt, hoewel het daar theoretisch wel geschikt voor zou zijn, in feite niet in acrylverf toegepast; tinten die onder die naam in acryl op de markt gebracht worden, bevatten in werkelijkheid kobaltoxide-chroomoxide. Omdat in acrylverf de pigmentconcentratie gering is, zou het gebruik van het weinig kleurkrachtige echte ceruleumblauw een te fletse tint opleveren.